# William F. Hamilton
William Franklin "Bill" Hamilton va ser un atleta estatunidenc que va competir a principis del segle xx.
El 1908 va prendre part en els Jocs Olímpics de Londres, on guanyà la medalla d'or en la cursa dels relleus combinats, formant equip amb Nathaniel Cartmell, John Taylor i Mel Sheppard.
En aquesta cursa Hamilton va córrer el primer relleu de 200 metres. L'equip va superar fàcilment l'equip britànic i canadenc en la primera ronda. En la final, tot i els intents alemanys i hongaresos, la victòria també va ser clara, amb tres segons sobre els alemanys. Hamilton també disputà les proves dels 100 i 200 metres, quedant eliminat en sèries i en semifinals respectivament.